# Hjerteflimmer
Hjerteflimren er en situation, hvor hjertet "flimrer". Denne flimren optræder i to former: Atrieflimren (forkammerflimren) og ventrikelflimren (hjertekammerflimren).

## Atrieflimren
Atrieflimren er den hyppigste hjerterytmeforstyrrelse i den vestlige verden.
Normalt starter et hjerteslag i sinusknuden. Fra denne udbredes en elektrisk puls over forkamrene og via AV-knuden til hjertets hovedkamre (ventriklerne). Ved Atrieflimren er impulsen i hjertets forkamre uregelmæssig. Dette medfører en række hurtige sammentrækninger af forkamrene, hvoraf nogle ledes til selve hjertekamrene. Typisk får man en uregelmæssig og oftest øget frekvens i sammentrækningen af hjertekamrene, som så giver en hurtig og uregelmæssig puls. Atrieflimren medfører, at hjertet ikke pumper blodet optimalt rundt i kroppen.
Årsagen til atrieflimren kan være sygdomme i hjertets klapper, følgetilstande efter en blodprop, men også levevis forhold som et stort alkoholforbrug eller en overdosis af amfetamin, kan give atrieflimren.  Yderligere ses atrieflimren ofte ved højt stofskifte. Det er dog kun hos en mindre del af alle patienter man finder en forklaring på atrieflimren[kilde mangler].
Sygdommens hyppighed er stigende, og atrieflimren er forbundet med en række symptomer og alvorlige komplikationer, der medfører en fordoblet dødelighed uanset udløsende årsag[kilde mangler]. De hyppigste komplikationer er hjertesvigt og blodprop i hjernen.
Trods dette er forståelsen af mekanismerne bag atrieflimren dårlig og udvikling af diagnostik og behandling af sygdommen har været langsom sammenlignet med andre områder inden for hjertesygdomme. 

### Behandling af atrieflimren
I Danmark behandles atrieflimren oftest med pulsnedsættende medicin og betablokkere. Nogle har behov for blodfortyndende medicin da længerevarende anfald (over 2 døgn) øger faren for blodpropper da forkamrene ikke tømmes 100 % under flimren og herved opstår muligheden for at blodet klumper sig sammen.
Oftest vil man først prøve at støde hjertet tilbage i normal sinusrytme med en såkaldt DC-konvertering (DC = direct current) der foregår under fuld bedøvelse. Efter proceduren kan der i nogle tilfælde være førstegradsforbrændinger hvor elektroderne har siddet, især hvis der har været flere stød.
Hvis man har mange tilbagefald og atrieflimren bliver persistent (vedvarende) kan man få foretaget en såkaldt ablation. Dette er et indgreb hvor man via et kateter indsat i lysken forsøger, med lav-frekvente radiobølger, at brænde udvalgte ledningsbundter over i hjertemusklen. Dette er en forholdsvis ny metode der har en god succesrate.[kilde mangler]

## Ventrikelflimren
Ventrikelflimren er en dødelig tilstand hvor hjertekamrene (ventriklerne) flimrer, så de ikke pumper blod ud (dvs. hjertestop). På et elektrokardiogram vises dette som en flimrende grundlinje. For at behandle denne rytme stødes med en defibrillator.